# Mattin Auzqui
Mattin Auzqui (6 de septiembre de 1982, Bayona), es un exjugador de rugby francés de ascendencia española. Su puesto en el campo era de pilar jugando tanto de 1 como de 3. Es hermano del también internacional español Beñat Auzqui.

## Carrera profesional
Tras iniciar su carrera en el US Garazi, en el año 2004 se incorporó a la disciplina del US Dax, con el que ha llegado a disputar 7 partidos en el Top 14.

### Selección
Debutó con la selección española el 13 de noviembre de 2010 frente a Canadá.